# Nasino
Nasino es una localidad y comune italiana de la provincia de Savona, región de Liguria, con 234 habitantes.

## Evolución demográfica
| Gráfica de evolución demográfica de Nasino entre 1861 y 2001 |
|                                                              |
| Fuente ISTAT - elaboración gráfica de Wikipedia              |